# Seznam grindcore skupin
Ta seznam vključuje grindcore glasbene skupine.

## A
- Agathocles
- Anal Cunt
- A.S.C
- Atta
- Agoraphobic Cvnt Autopsy

## B
- Brutal Truth
- Buka

## C
- Carcass

## D
- Deca Debilane -
- Diarrhoea -
- D.T.W. -

## E
- Extreme Smoke 57 -

## F
- Fear of God

## G
Gorgasm
Goratory
Gutalax

## N
- Napalm Death
- No Profit -

## P
- Patareni

## S
- Seven minutes of nausea
- Sore Throat
- S.O.B.
- Strobo Death -

## T
- Terrorizer

## V
- Vaginal Vomitator -
- Vomitorial Corpulence -
- Visceral Bleeding -